# Église Saint-Médard de Brunoy
L'église Saint-Médard est une église paroissiale de culte catholique, consacrée à l'évêque de Tournai Médard de Noyon, située dans la commune française de Brunoy et le département de l'Essonne.

## Situation
L'église Saint-Médard est implantée en centre-ville de Brunoy, dans la rue Monmartel, à l'arrière de la route départementale 54 qui relie la vallée de l'Yerres à la route nationale 6.

## Historique
L'église fut construite sur les ruines d'une chapelle mérovingienne. La plus ancienne partie, le sud de la nef fut construite au XIIe siècle. Elle fut suivie par la construction du chœur avec une voûte à croisée d'ogives au XIIIe siècle.
Au XVIe siècle fut remaniée la nef et ajouté le clocher dont la première pierre fut posée en 1539.
Au XVIIIe siècle, Jean Pâris de Monmartel œuvra à la décoration de l'église avec la pose de lambris peints, la sculpture de guirlandes dorées, des panneaux peints sur le thème des litanies de la Vierge et de tableaux réalisés par Jean-Bernard Restout entre autres. Son fils ajouta un orgue et fit agrandir le clocher, équipé de huit cloches, auquel fut assigné une charge de carillonneur.
En 1858, l'entrée principale fut refaite. Entre 1885 et 1896 furent réalisés les vitraux par Émile Hirsch.
En 1908 furent classés les consoles, la tribune d'orgue, le banc d'œuvre, la chaire à prêcher, le retable et les tableaux présentant Saint Joseph et la Sainte Famille. En 1927, l'unique cloche subsistante fut remplacée, en 1946, un nouvel orgue fut installé, inauguré par Marcel Dupré. Cet orgue a été transféré en 2005 dans l'église Saint-Pierre-Fourier pour être remplacé par un orgue neuf, bénit le 23 novembre 2008 par Monseigneur Michel Dubost, évêque d'Évry - Corbeil-Essonnes,.
L'église fait l’objet d’un classement au titre des monuments historiques depuis le 25 novembre 1981.
Elle a été rénovée entre 1999 et 2005 et dotée d'un orgue neuf construit par le facteur d'orgues Bertrand Cattiaux et inauguré en novembre 2008 par Michel Chapuis.

## Description

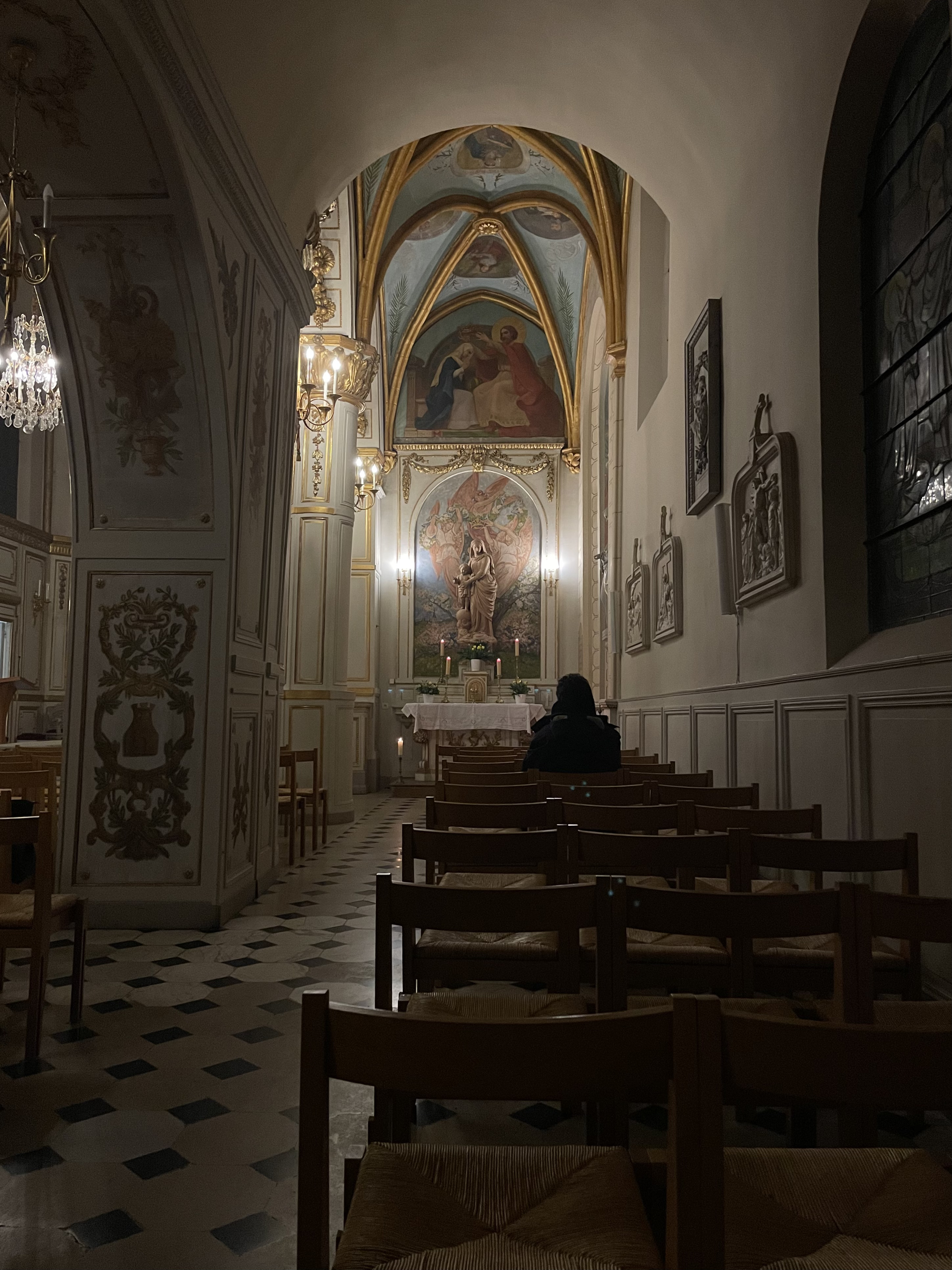
Intérieur de l'Eglise, 2024

La nef date en partie du XIIe siècle, le chœur remonte lui au XIIIe siècle, les trois son chevet polygonal soutenu par des contreforts sont percées par des baies surmontées d'un oculus. Des corbeaux sculptés sont placés sous les gouttières du toit.
La nef et le chœur sont richement décorés par des lambris, des tableaux, dont une Vierge à l'Enfant de  Restout, et des panneaux peints présentant les litanies de la Vierge, des guirlandes dorées de fruits et fleurs, une chaire surmontée d'une gloire et un confessionnal, un banc d’œuvre baroques. La tribune d'orgue de style Louis XVI est classé aux monuments historiques depuis 1908, comme le banc d'œuvre, la chaire à prêcher, le retable.
La chapelle Saint-Roch attenante accueille les tombeaux de Jean Pâris de Monmartel et son épouse.

## Galerie

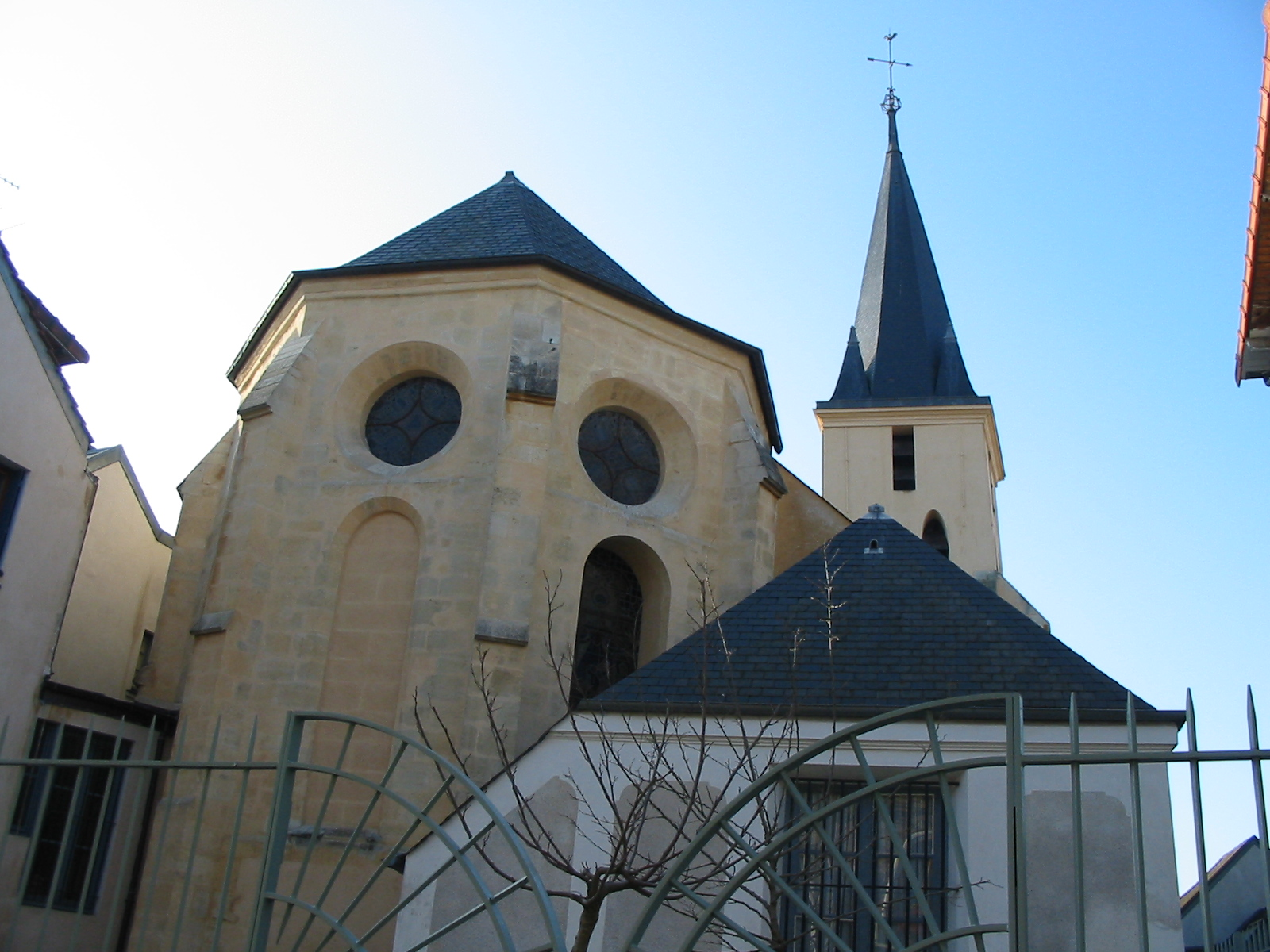
Chevet de l'église.
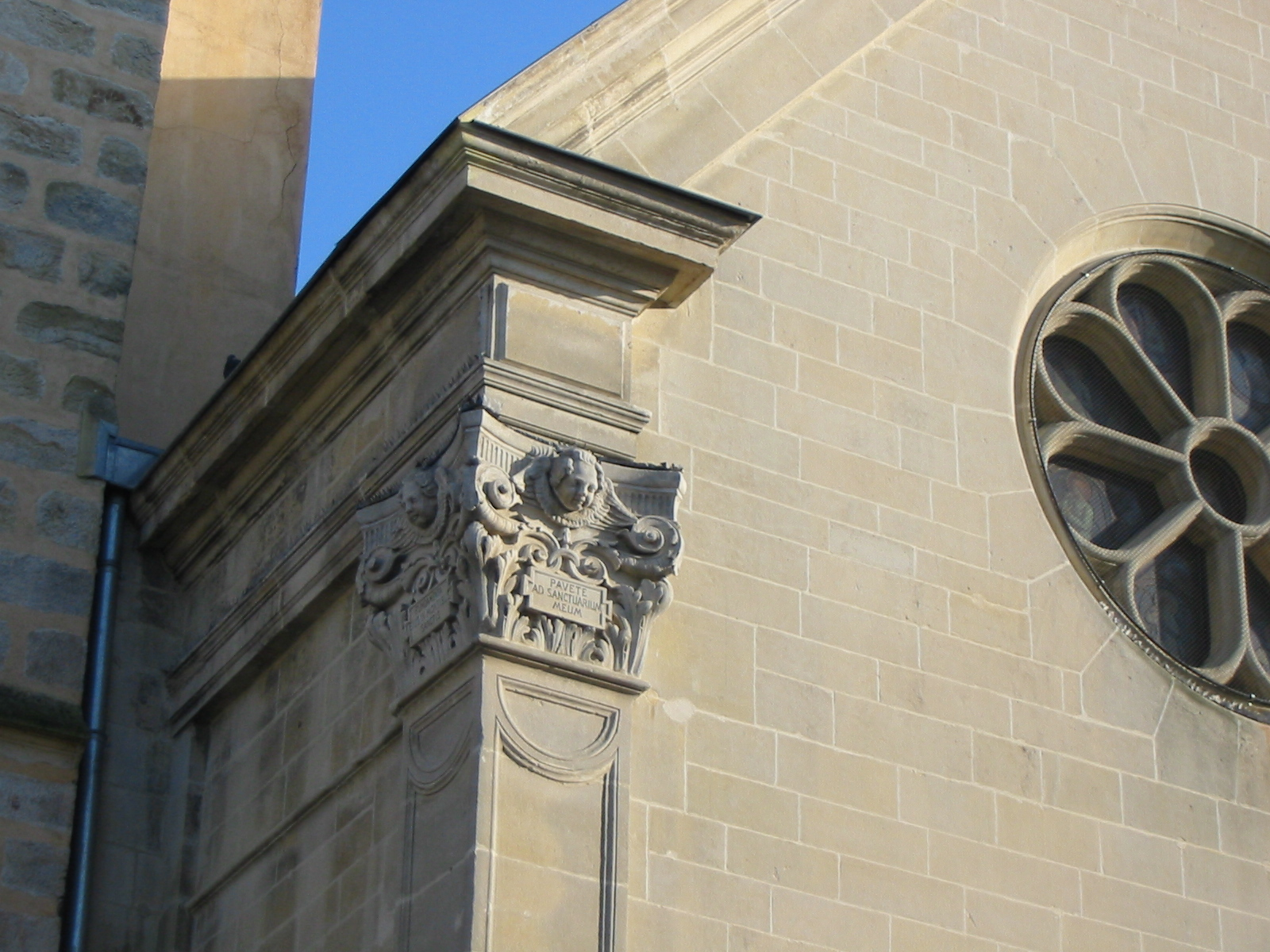
Détail architectural.
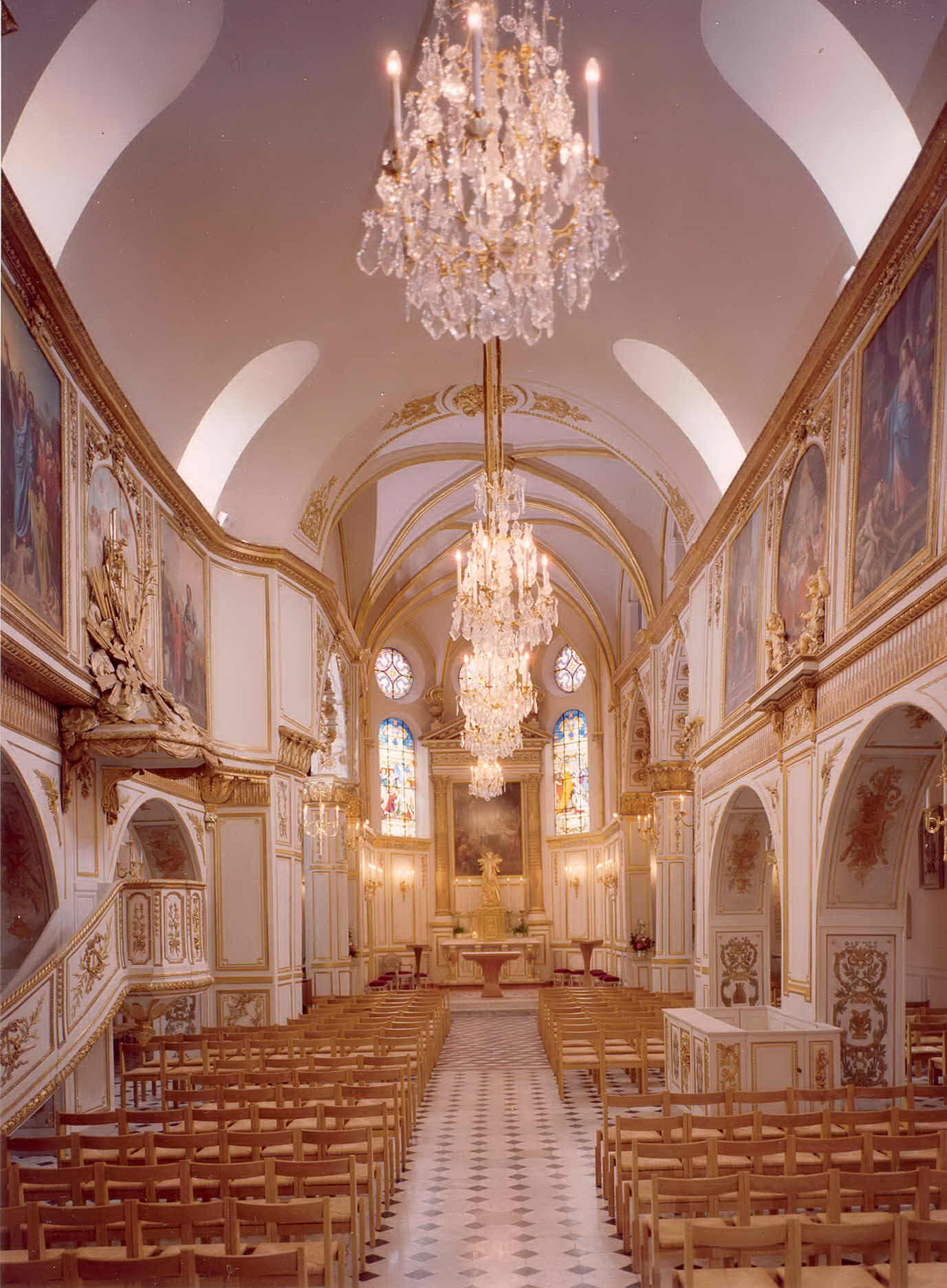
Intérieur de l'église Saint-Médard.
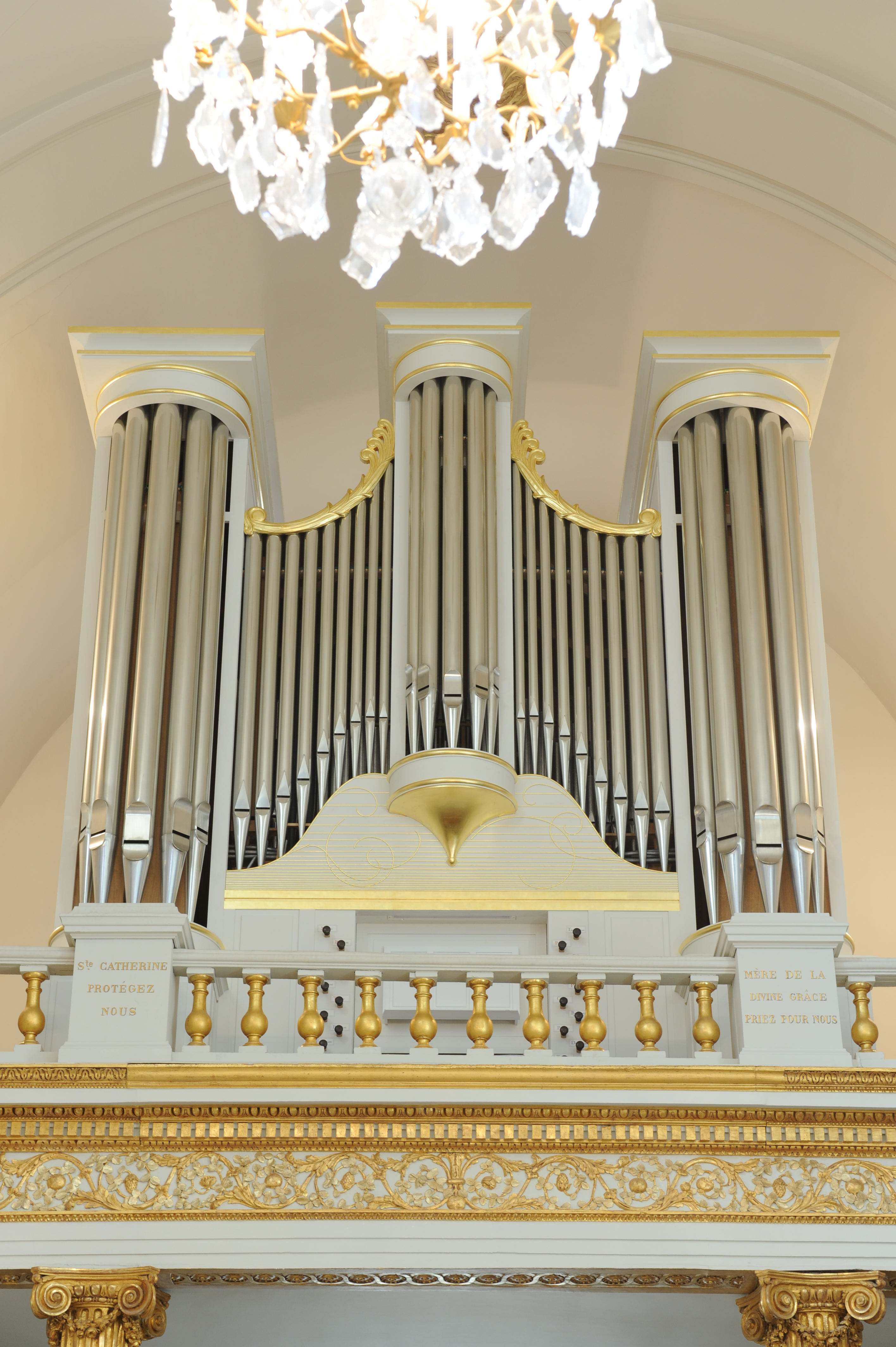
Orgue de l'église Saint-Médard.

## Pour approfondir

## Sources
1. ↑  Présentation de l'église Saint-Médard sur le site topic-topos.com Consulté le 03/01/2009.
2. ↑  Bénédiction de l’orgue de St Médard à Brunoy sur le site du diocèse d'Évry - Corbeil-Essonnes Consulté le 03/01/2009.
3. ↑  Un Mois En Ville n°65 - novembre 2008 Consulté le 03/01/2009.
4. ↑  Notice no PA00087836, sur la plateforme ouverte du patrimoine, base Mérimée, ministère français de la Culture
5. ↑  Fiche de la Vierge à l'Enfant de Saint-Médard sur le site topic-topos.com Consulté le 03/01/2009.
6. ↑  Fiche du couronnement de la Vierge de Saint-Médard sur le site topic-topos.com Consulté le 03/01/2009.
7. ↑  Présentation de la chaire de l'église Saint-Médard sur le site topic-topos.com Consulté le 03/01/2009.
8. ↑  Fiche du banc d'œuvre de Saint-Médard sur le site topic-topos.com Consulté le 03/01/2009.
9. ↑  Fiche de la tribune d'orgue de Saint-Médard sur la base en ligne Mérimée du ministère de la Culture. Consulté le 03/01/2009.
10. ↑  Fiche du banc d'œuvre de Saint-Médard sur la base de données en ligne Mérimée du ministère de la Culture. Consulté le 03/01/2009.
11. ↑  Fiche de la chaire à prêcher sur la base de données en ligne Mérimée du ministère de la Culture. Consulté le 03/01/2009.
12. ↑  Fiche du retable sur la base de données en ligne Mérimée sur le site du ministère de la Culture. Consulté le 03/01/2009.